# Episodi di In Plain Sight - Protezione testimoni (terza stagione)
La terza stagione della serie televisiva In Plain Sight - Protezione testimoni è stata trasmessa in prima visione negli Stati Uniti d'America da USA Network dal 31 marzo al 30 giugno 2010.
In Italia la stagione ha debuttato in prima visione su LA7 il 22 gennaio 2013, senza indicazione dei titoli italiani degli episodi. Sospesa al nono episodio, la messa in onda è ripresa il 26 marzo su LA7d, e, nonostante fossero previsti gli episodi ancora inediti dal 2 aprile, è stata nuovamente interrotta al nono episodio. LA7d ha ripreso la messa in onda della stagione dal 10 al 17 aprile, trasmettendo gli ultimi quattro episodi inediti il 14 e 21 aprile.
| nº | Titolo originale          | Prima TV USA   | Prima TV Italia  |
| -- | ------------------------- | -------------- | ---------------- |
| 1  | Father Goes West          | 31 marzo 2010  | 22 gennaio 2013  |
| 2  | When Mary Met Marshall    | 7 aprile 2010  | 23 gennaio 2013  |
| 3  | Coma Chameleon            | 14 aprile 2010 | 24 gennaio 2013  |
| 4  | Whistle Stop              | 21 aprile 2010 | 25 gennaio 2013  |
| 5  | Fish or Cut Betta         | 28 aprile 2010 | 28 gennaio 2013  |
| 6  | Not Clemency for Old Men  | 5 maggio 2010  | 29 gennaio 2013  |
| 7  | Love's Faber Lost         | 12 maggio 2010 | 30 gennaio 2013  |
| 8  | Son of Mann               | 19 maggio 2010 | 31 gennaio 2013  |
| 9  | Death Becomes Her         | 2 giugno 2010  | 1º febbraio 2013 |
| 10 | Her Days Are Numbered     | 9 giugno 2010  | 14 aprile 2013   |
| 11 | The Born Identity         | 16 giugno 2010 | 14 aprile 2013   |
| 12 | Witsec Stepmother         | 23 giugno 2010 | 21 aprile 2013   |
| 13 | A Priest Walks Into a Bar | 30 giugno 2010 | 21 aprile 2013   |